# Мамедова, Согат Баба кызы
Согат Баба кызы Мамедова (азерб. Sovqat Baba qızı Məmmədova; 1931, Нухинский район — ?) — советский азербайджанский табаковод, Герой Социалистического Труда (1950).

## Биография
Родилась в 1931 году в селе Бидеиз Нухинского района Азербайджанской ССР (ныне село в Шекинском районе).
С 1948 года — звеньевая, с 1953 года — колхозница колхоза имени Ленина Шекинского района. В 1949 году получила урожай табака сорта «Самсун» 20,1 центнер с гектара на площади 3 гектара.
Указом Президиума Верховного Совета СССР от 17 июня 1950 года за получение высоких урожаев табака в 1949 году Мамедовой Согат Баба кызы присвоено звание Героя Социалистического Труда с вручением ордена Ленина и золотой медали «Серп и Молот».